# Hedley (Texas)
Hedley es una ciudad ubicada en el condado de Donley en el estado estadounidense de Texas. En el Censo de 2010 tenía una población de 329 habitantes y una densidad poblacional de 177,66 personas por km².

## Geografía
Hedley se encuentra ubicada en las coordenadas 34°52′3″N 100°39′33″O / 34.86750, -100.65917. Según la Oficina del Censo de los Estados Unidos, Hedley tiene una superficie total de 1.85 km², de la cual 1.85 km² corresponden a tierra firme y (0%) 0 km² es agua.

## Demografía
Según el censo de 2010, había 329 personas residiendo en Hedley. La densidad de población era de 177,66 hab./km². De los 329 habitantes, Hedley estaba compuesto por el 92.71% blancos, el 0.3% eran afroamericanos, el 0% eran amerindios, el 0% eran asiáticos, el 0% eran isleños del Pacífico, el 5.47% eran de otras razas y el 1.52% pertenecían a dos o más razas. Del total de la población el 10.64% eran hispanos o latinos de cualquier raza.